# (13150) Paolotesi
(13150) Paolotesi (1995 FS) – planetoida z pasa głównego asteroid okrążająca Słońce w ciągu 5,52 lat w średniej odległości 3,12 j.a. Odkryta 23 marca 1995 roku.